# 古沢煕一郎
古沢 煕一郎（ふるさわ きいちろう、1939年3月12日 - ）は日本の実業家。中央三井信託銀行初代社長や、三井トラスト・ホールディングス会長兼社長、中央三井トラスト・ホールディングス会長を歴任。社団法人信託協会会長、東芝取締役報酬委員会委員長等も務めた。

## 人物
三重県で生まれ、幼少期を過ごした。東京都立豊多摩高等学校を経て、1962年一橋大学社会学部卒業。同年三井信託銀行入行。
企画・融資部門を長く歩み、1991年三井信託銀行取締役、1998年同副社長、1999年同社長。中央信託銀行との合併にあたった。
2000年、三井信託銀行と中央信託銀行が合併して誕生した中央三井信託銀行の初代社長に就任。中央信託銀行が存続会社であったため、当初は会長に就任予定だったものの、会長空席のまま、社長に就任した。2001年持ち株会社制への移行を発表。
2002年三井トラスト・ホールディングス社長、2003年同社会長兼社長、2006年同社会長。2005年に過去最高益となり、業務純益でも三菱信託銀行を抜き信託トップを達成2007年中央三井トラスト・ホールディングス会長。
この間2000年及び2003年の2回社団法人信託協会会長を務め、信託業法改正に対応した。2000年から大蔵省金利調整審議会委員、2003年から富士フイルムホールディングス監査役、2006年から東芝取締役兼報酬委員会委員長・監査委員。2007年からアサガミ取締役。2010年中央三井信託銀行特別顧問。2012年三井住友信託銀行特別顧問、2015年から三井不動産リアルティ監査役。三井記念病院理事等も務める。
趣味は散歩、登山。社長室にはダンベルが常備されていた。